# Vespertine
A 2001-es Vespertine Björk izlandi énekesnő, zeneszerző ötödik nagylemeze. A borítón maga Björk látható  hattyúruhájában (melyet Marjan Pejoski tervezett), mely nagy port kavart a 2001-es Oscar-gálán.
Az album mellé három kislemez jelent meg: Hidden Place, Pagan Poetry és Cocoon. Ezek közül csak a Hidden Place jutott fel az amerikai listákra.
A lemez szerepel az 1001 lemez, amit hallanod kell, mielőtt meghalsz című könyvben.

## Az album dalai
|     | Cím                | Szerző(k)                        | Hossz |
| --- | ------------------ | -------------------------------- | ----- |
| 1.  | Hidden Place       | Björk                            | 5:29  |
| 2.  | Cocoon             | Björk, Thomas Knak               | 4:27  |
| 3.  | It's Not Up to You | Björk                            | 5:09  |
| 4.  | Undo               | Björk, Knak                      | 5:38  |
| 5.  | Pagan Poetry       | Björk                            | 5:14  |
| 6.  | Frosti (interlude) | Björk                            | 1:59  |
| 7.  | Aurora             | Björk                            | 4:39  |
| 8.  | An Echo, a Stain   | Björk, Guy Sigsworth             | 4:04  |
| 9.  | Sun in My Mouth    | Björk, E.E. Cummings, Sigsworth  | 2:40  |
| 10. | Heirloom           | Björk, Console                   | 5:12  |
| 11. | Harm of Will       | Björk, Sigsworth, Harmony Korine | 4:37  |
| 12. | Unison             | Björk                            | 6:48  |

## Közreműködők
- Björk – producer, programozás, beatek programozása, basszus, vonósok hangszerelése, kórus hangszerelése, hárfa hangszerelése, music box hangszerelése, ének szerkesztése
- Valgeir Sigurðsson – programozás, beatek programozása, ProTools, hangmérnök
- Martin Gretschmann aka Console – producer, programozás
- Jake Davies – programozás, ProTools, hangmérnök
- Matthew Herbert – programozás
- Leigh Jamieson – ProTools
- Thomas Knak – producer, programozás
- Jan "Stan" Kybert – ProTools
- Matmos – programozás, beatek programozása
- Vince Mendoza – vonósok hangszerelése, kórus hangszerelése, zenekar hangszerelése
- Zeena Parkins – hárfa, hárfa hangszerelése
- Jack Perron – adaptálás music box-ra
- Guy Sigsworth – programozás, beatek programozása, cseleszta, cseleszta hangszerelése, clavichord, clavichord hangszerelése, kórus hangszerelése
- Mark "Spike" Stent – keverés
- Damian Taylor – programozás, beatek programozása, ProTools
- Caryl Thomas – hárfa
- Marius de Vries – producer, programozás, beatek programozása
- M/M (Paris) – művészeti vezető, design és illusztrációk
- Inez van Lamsweerde & Vinoodh Matadin – fényképek
- Patrick Gowers – ének és orgona hangszerelése az Unisonon
- St. Paul's Cathedral Choir; vezényel John Scott – kórus az Unisonon

## Fordítás
Ez a szócikk részben vagy egészben a Vespertine című angol Wikipédia-szócikk ezen változatának fordításán alapul.  Az eredeti cikk szerkesztőit annak laptörténete sorolja fel. Ez a jelzés csupán a megfogalmazás eredetét és a szerzői jogokat jelzi, nem szolgál a cikkben szereplő információk forrásmegjelöléseként.